# Salvazaon saginatum
Salvazaon saginatum är en skalbaggsart som beskrevs av Holzschuh 1999. Salvazaon saginatum ingår i släktet Salvazaon och familjen långhorningar. Inga underarter finns listade i Catalogue of Life.